# Alnetoidia sikkimensis
Alnetoidia sikkimensis är en insektsart som beskrevs av Irena Dworakowska 1994. Alnetoidia sikkimensis ingår i släktet Alnetoidia och familjen dvärgstritar. Inga underarter finns listade i Catalogue of Life.